# Platinum Collection
Platinum Collection kompilacijski je album hrvatskog skladatelja, tekstopisca i glazbenika Dina Dvornika, koji je objavljen 2007. godine.
Objavljuje ga diskografska kuća Croatia Records, sadrži šesnaest skladbi, a njihovi producenti su Dino Dvornik, Dragan Čačinović, Dragan Lukić Luky i Željko Banić.
Materijal na albumu sastoji se od šesnaest platinastih hitova Dina Dvornika.

## Popis CD-ova korištenih na albumu
1. "Dino Dvornik" p&c (Jugoton, 1989.) - 4 skladbe
  - studijski album (8 skladbi)
2. "Kreativni nered" p&c (Jugoton, 1990.) - 3 skladbe
  - studijski album (11 skladbi)
3. "Priroda i društvo" p&c (Croatia Records, 1993.) - 2 skladbe
  - studijski album (11 skladbi)
4. "Enfant terrible" p&c (Croatia Records, 1997.) - 5 skladbi
  - studijski album (14 skladbi)
5. "The Best of, Vidi ove pisme" p&c (Croatia Records, 1998.) - 2 skladbe
  - kompilacijski album (17 skladbi)

## Vanjske poveznice
- discogs.com - Dino Dvornik - Platinum Collection